# Пеля (приток Ежати)
Пеля — река в России, протекает в Гагинском районе Нижегородской области. Устье реки находится в 16 км по левому берегу реки Ежать. Длина реки составляет 12 км.
Исток реки в селе Какино (Какинский сельсовет) в 12 км юго-западнее райцентра, села Гагино. Генеральное направление течения — юго-восток, река течёт по безлесой местности. Протекает село Какино и деревню Смирново (обе — Какинский сельсовет). Впадает в Ежать ниже Смирнова.

## Данные водного реестра
По данным государственного водного реестра России относится к Верхневолжскому бассейновому округу, водохозяйственный участок реки — Сура от устья реки Алатырь и до устья, речной подбассейн реки — Сура. Речной бассейн реки — (Верхняя) Волга до Куйбышевского водохранилища (без бассейна Оки).
По данным геоинформационной системы водохозяйственного районирования территории РФ, подготовленной Федеральным агентством водных ресурсов:
- Код водного объекта в государственном водном реестре — 08010500412110000039593
- Код по гидрологической изученности (ГИ) — 110003959
- Код бассейна — 08.01.05.004
- Номер тома по ГИ — 10
- Выпуск по ГИ — 0